# Hrvatska kovnica novca
Hrvatska kovnica novca (bivši Hrvatski novčarski zavod) je zavod u državnom vlasništvu. Bavi se proizvodnjom kovanog novca, medalja, registarskih pločica za cestovna vozila, prigodnih plaketa i znački. Osnovali su ga Agencija za komercijalnu djelatnost i Narodna banka Hrvatske 23. travnja 1993. godine, a s radom je započeo 14. siječnja 1994. godine. Sjedište zavoda nalazi se u Svetoj Nedelji. Ne proizvodi novčanice.

## Vanjske poveznice
- Službene stranice, croatianmint.hr